# Acontia agacinoi
Acontia agacinoi là một loài bướm đêm trong họ Noctuidae.